# Charles Denys de Vitré
Charles Denys de Vitré, est né à Tours en France le 8 mars 1645 et est mort le 9 janvier 1703 à Québec en Nouvelle-France. Pendant sa carrière, Vitré a entrepris plusieurs projets de pêcheries commerciales sur le fleuve Saint-Laurent en plus d'acquérir plusieurs propriétés foncières (seigneuries).
Il a aussi été membre du Conseil souverain de la Nouvelle-France à partir de 1673, servant le roi Louis XIV.

## Biographie
Charles Denys de Vitré est né en 1645 à Tours. Membre d'un famille influente en Nouvelle-France, il déploie beaucoup d'énergies pour développer l'industrie des pêcheries sur le fleuve Saint-Laurent. L'importance de sa famille et les efforts déployés pour développer l'économie de la colonie lui valent une grande reconnaissance du gouverneur et de l'intendant de la Nouvelle-France. À l'âge de vingt-huit ans en 1673, Charles Denys de Vitré devient membre du Conseil souverain de la Nouvelle-France, poste important dans les affaires de la colonie, qu'il conserve jusqu'à sa mort.

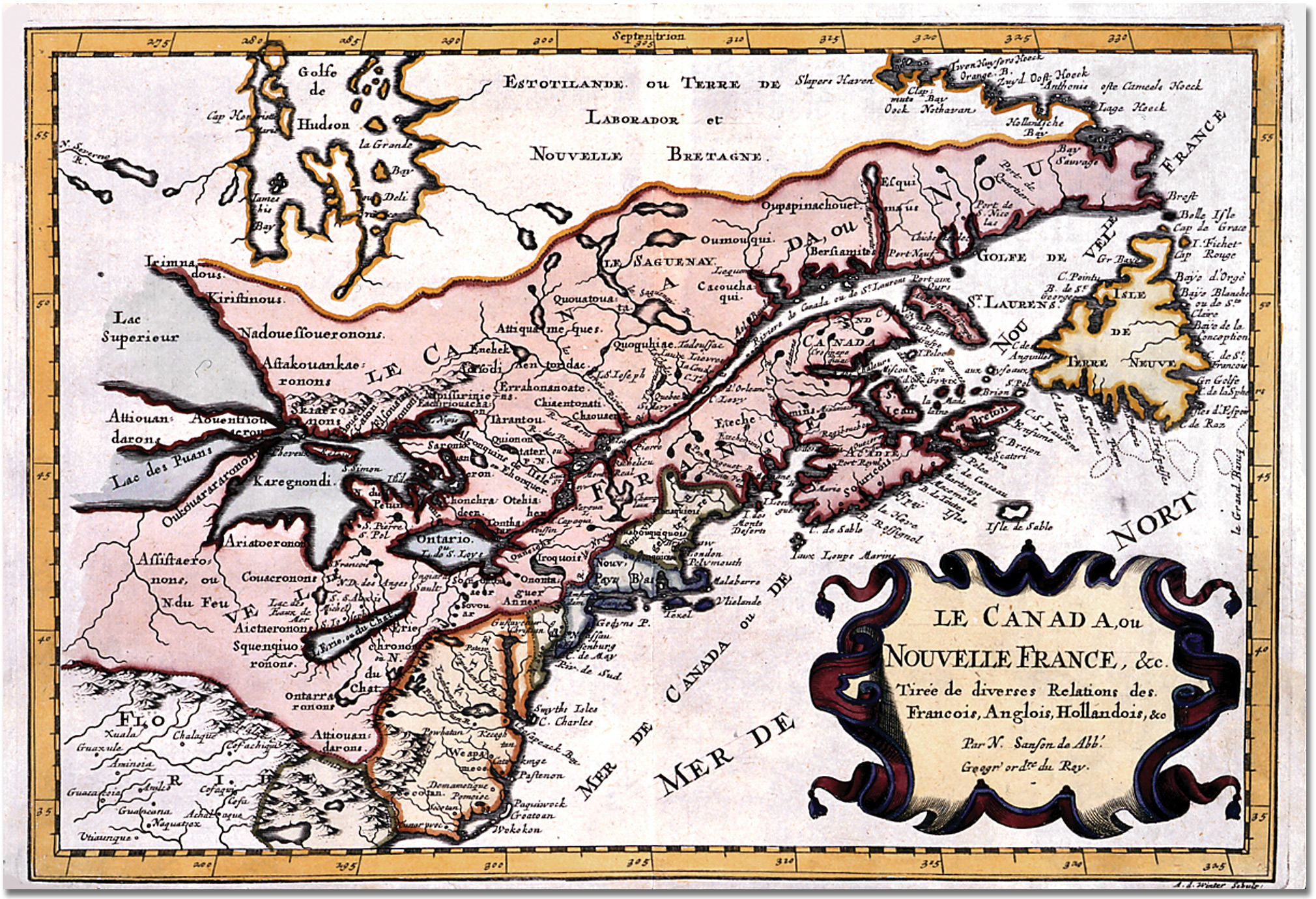
Carte de la Nouvelle-France en 1660.

Charles Denys de Vitré obtient la concession de nombreuses seigneuries, principalement pour le développement des pêcheries et il acquiert lui-même des terres dans la région de la ville de Québec. Ainsi de Vitré obtient la concession de la seigneurie de Bellevue en 1672 qu'il revend en 1678 ; de la seigneurie du Bic en 1675 qu'il revend en 1688 à Charles Aubert de la Chesnaye afin de lui rembourser une dette de 2 050 livres ; de la seigneurie Vitré près de Beaumont en 1681 qu'il lègue à sa fille aînée Marie-Gabrielle ; de la seigneurie de Trois-Pistoles en 1687 qu'il échange à Jean Rioux en 1696 contre les terres que possède ce dernier sur l'île d'Orléans ; d'une seigneurie à Antigonish en Acadie en 1697 et un arrière-fief de la seigneurie Notre-Dame-des-Anges près de Québec en 1699 et qui appartient aux Jésuites.
Au Bic, Vitré conclut une entente en juin 1686 avec un colon du nom de Jean Gaignon, établi dans la seigneurie vers 1680 pour l'exploitation des pêches. L'entente stipule que Gaignon s'engage à s'installer au Bic pour une durée de vingt ans et de partager à parts égales avec Vitré les profits de ses pêcheries, et des autres activités qu'ils pourraient y pratiquer. Lorsqu'il vend la seigneurie du Bic en 1688, le contrat de vente stipule l'obligation de l'acheteur de respecter l'entente avec Jean Gaignon.

## Hommages
Une avenue a été nommée en son honneur dans la ville de Québec en 1923.